# Acanthermia perfasciata
Acanthermia perfasciata là một loài bướm đêm trong họ Noctuidae.